# 西光寺 (福岡市)
西光寺（さいこうじ）は、福岡県福岡市早良区にある浄土真宗本願寺派の寺院。山号は狐峯山。梵鐘は国宝に指定されている。

## 文化財

### 国宝
梵鐘総高136.3cm、口径77.5cm。鐘身に陽鋳された銘文により承和6年（839年）の作と判明する。銘文から製作年代が分かる日本の梵鐘のうち5番目に古いものである。銘によれば伯耆国鴨部郷（鳥取県西伯郡南部町鴨部）の金石寺の梵鐘として造られた。江戸時代の承応（1653年前後）頃は出雲大社に、その後明治22年（1889年）までは島根県神門郡（現出雲市）の多福寺・松林寺にあり、明治30年（1897年）西光寺に納められた。上帯と下帯（鐘身最上部と最下部の水平帯）に唐草文様を鋳出する。竜頭（最上部の吊り手部分）は、蓮弁を伏せて重ねた上に斜め上向きの竜を配したもので、他の鐘にみられない独自の意匠である。

## 交通
- 博多駅より西鉄バスで内野バス停下車徒歩5分